# نيقولاس شيندلهولز
نيقولاس شيندلهولز (12 فبراير 1988 بسويسرا - 18 سبتمبر 2022) هو لاعب كرة قدم سويسري في مركز الدفاع. شارك مع منتخب سويسرا تحت 20 سنة لكرة القدم. أما مع النوادي، فقد لعب مع نادي بازل ونادي ثون.

## روابط خارجية
- نيقولاس شيندلهولز على موقع قاعدة بيانات كرة القدم.إي يو (الإنجليزية)
- نيقولاس شيندلهولز على موقع عالم كرة القدم.نت (الإنجليزية)
- نيقولاس شيندلهولز على موقع AS.com (الإسبانية)